# ميل بيري
ميل بيري هو لاعب كرلنغ كندي، ولد في 1935، وتوفي في 12 مايو 2010.